# Barbara Wally
Barbara Wally (* 20. Oktober 1947 in Salzburg) ist eine österreichische Kunsthistorikerin und Kulturvermittlerin.

## Leben
Barbara Wally studierte in Paris, Florenz und Salzburg. Ihr Vater war Leopold Wally, Abgeordneter im Salzburger Landtag und Mitglied des Bundesrates (1966–1978). Von 1974 bis 1978 war sie Lektorin an den Universitäten Linz und Salzburg. 1976 promovierte sie an der Universität Salzburg. Von 1978 bis 1981 war sie Kuratorin und stellvertretende Direktorin der Kunsthalle Nürnberg. 1981 wurde sie geschäftsführende Leiterin der Internationalen Sommerakademie für Bildende Kunst in Salzburg. Von 2000 bis 2008 war sie deren Direktorin, wo sie nach 28-jähriger Tätigkeit im März 2009 von Hildegund Amanshauser abgelöst wurde.
Sie prägte die internationale Vorrangstellung dieser Institution durch die Berufung anerkannter Künstler, die Öffnung für nicht-westliche Kunsttendenzen und Künstler, ein hochkarätiges kunsttheoretisches Begleitprogramm und die Vernetzung mit Partnerinstitutionen in Shanghai, Irkutsk, Rom, Fayoum/Ägypten, Adjman und Chicago. 
Barbara Wally lebt seit 2008 vorwiegend in Sanaa, Jemen. Dort betreibt sie die Gründung einer Medienakademie für Frauen.

## Forschungsschwerpunkte
Ihre Forschungsschwerpunkte sind Künstlerinnen im 20. Jahrhundert, Kunst der Zwischenkriegszeit, Feministische Kunst, Medienkunst, aktuelle Kunst, Kunst und Öffentlichkeit, Künstlerinnenlaufbahnen, künstlerische Lehre, Kunst und Religion, die Geschichte der Sommerakademie, sowie zeitgenössische Architektur und die Architektur des Jemen.
Zu diesen Themen hielt sie Vorträge an Universitäten und Kunsthochschulen in Österreich, Deutschland, Dänemark, Italien, Tschechien, Rumänien, Russland, China, USA, VAR.
Sie gab mehrere Kataloge und Bücher heraus und publizierte über 200 Essays in Büchern, Katalogen und Fachzeitschriften. Sie ist Mitglied in Jurien und Gremien zeitgenössischer Kunst und Architektur und deren Lehre.

## Bücher (Auswahl)
- Emmy Haesele 1894–1987. Leben und Werk. Katalog des Niederösterreichischen Landesmuseums, Neue Folge 333, Wien 1993. ISBN 3-85460-100-X.
- Kunstsammlungen Chemnitz und Ostdeutsche Galerie Regensburg 2006/7. ISBN 3-86678-041-9. Textbeitrag „Über Kapellen, Höhlen und erotisches Elend“ (d/e)
- Zhou Brothers – 10 Jahre Salzburg 1998 – 2007. ISBK Salzburg 2007. ISBN 978-3-901369-29-2. Interview mit den Künstlern (d/e)
- Rivka Rinn. ISBK und Edition Fotohof Nr. 87, Salzburg, 2007. ISBN 978-3-901369-30-8. Textbeitrag „Transitory. Vom Reisen, Sehen und Fotografieren“ (d/e)
- Rona Pondick. Works 1986 – 2008 ISBK Salzburg, Galerie Thaddaeus Ropac, Paris-Salzburg und Galerie Sonnabend, New York, 2008. ISBN 978-3-901369-32-2. Interview mit der Künstlerin (d/e)
- Gil Shachar. Museum Schwäbisch Gmünd, Nr. 36 und Tel Aviv Museum 7/08. ISBN 978-3-936988-13-0. Textbeitrag „Kopf oder Tuch. Über die Skulpturen von Gil Shachar“ (d/e/hebr.)
- Hosted. Ein Dorf als Performance-Raum – als begehbare Installation. Regionale 08. Bucher Verlag, Hohenems 2008. ISBN 978-3-902612-86-1. Textbeitrag „Mathbachi fi Sanaa. Meine Küche in Sanaa“ (d)

## Filmografie und Videos
- „Oskar Kokoschka: die Schule des Sehens“, Dokumentarfilm, ISBK, Salzburg 2003. 15:30 min., Buch und Koredaktion
- „The Power of Language“. Videocollage mit Ausschnitten aus Werken, Interviews und Reden von und mit Elfriede Jelinek, VALIE EXPORT und Olga Neuwirth. (Gestaltung: Carmen Kordas), New York 2005; 50 min., Buch und Koredaktion
- „Nancy Spero“, Dokumentarfilm anlässlich der Verleihung des Herbert-Boeckl-Preises 2009. (Kamera/Gestaltung: Carmen Kordas; Ton: Milica Paranosic); New York 2009, 25 min., Interview mit der Künstlerin, Redaktion.

## Filme
- Arab Attraction. Dokumentarfilm von Andreas Horvath. 2010, 90 min.
- Barbara Wally – Grenzgängerin, Fremdgängerin. Feature von Katrin Mackowski. ORF „Kreuz und Quer“, 2009, 45 min.

## Auszeichnungen
- 2002: Berufstitel Professorin
- 2009: Großes Verdienstzeichen des Landes Salzburg[1]

## Mitwirkung in Fachgremien
- Jurymitglied Designbiennale Shanghai
- Mitglied Comitato scientifico, Accademia Primavera, Rom
- Beratendes Komitee, Winterakademie Fayoum
- Jurymitglied 2000 und 2002 Kulturpreis der Grünen (Kulturpreis für „Menschenrechte und Integration“)